# Cueva Rosa

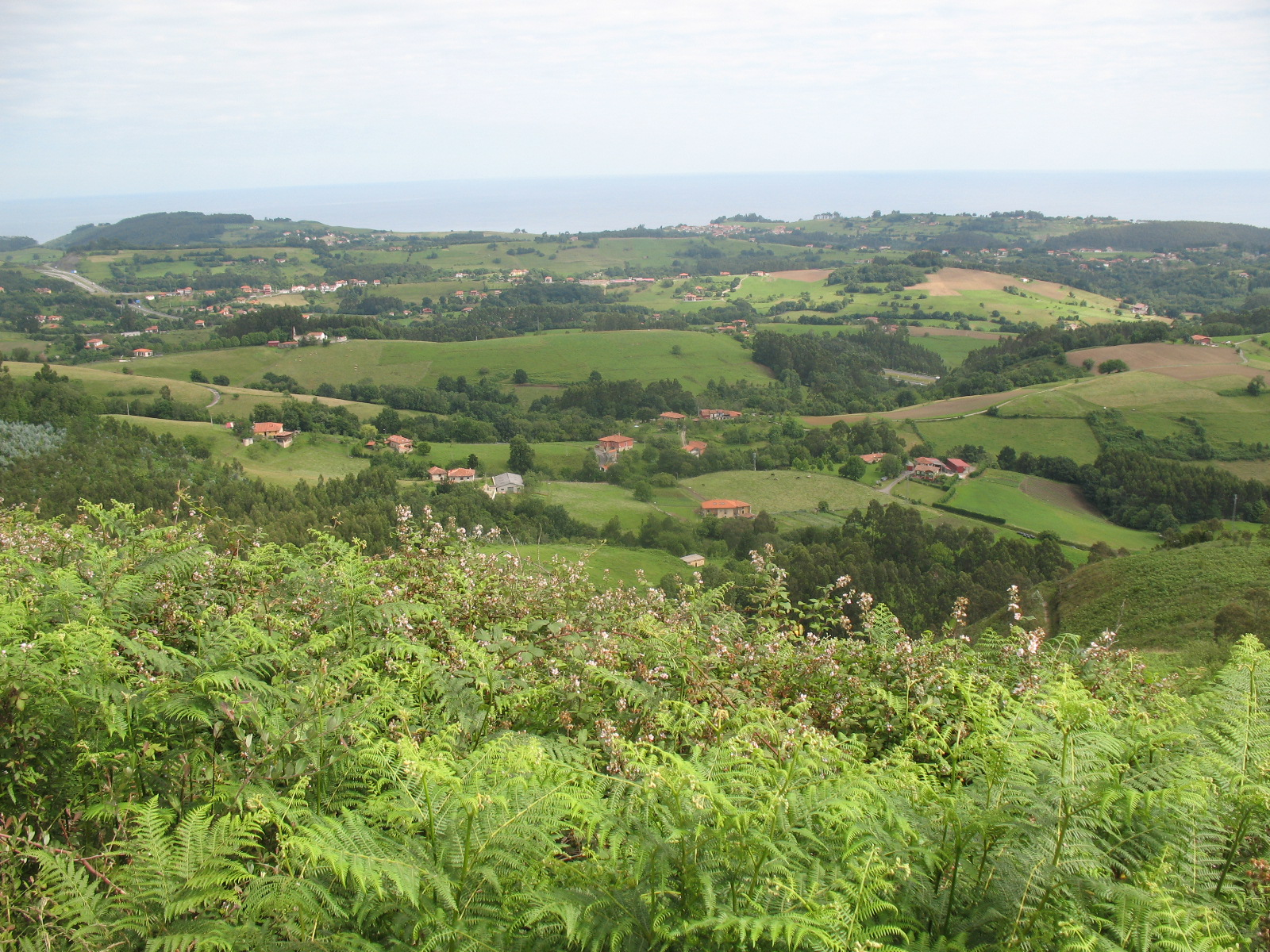
Vista desde Cueva Rosa.

Cueva Rosa es un complejo cárstico situado en el concejo asturiano de Ribadesella y que tiene una superficie de 124 ha. Esta zona protegida se encuentra cerca de la población de Calabrez, al sur del cerro de La Florentina.
Se trata de un conjunto de cavidades cuyo desarrollo conocido es de 3,5 km. Su riqueza ecológica viene dada por ser el mayor refugio de murciélagos de todo Asturias, con importantes colonias de murciélagos de cueva y ratoneros grandes. Se ha podido constatar además la presencia de murciélagos grandes de herradura (Rhinolophus ferrumequinum), murciélago pequeño de herradura (Rhinolophus hipposideros) y murciélago mediterráneo de herradura (Rhinolophus euryale).
Esta zona de cuevas ha sido estudiada desde el punto de vista arqueológico hallando restos del paleolítico cantábrico.